# ВУК (футбольний клуб)
ВУК (нід. VUC, Voorwaarts Utile Dulci Combinatie) — аматорський нідерландський спортивний клуб з міста Гаага, заснований 1909 року. Першою створеною і головною секцією клубу є футбольна, також була також створена команда з крикету у 1928 році, бейсболу (1956 року), софтболу (1971 року) та лакросу. Наприкінці 1980-х років команду крикету було розпущено через низьку відвідуваність.

## Історія
Футбольний клуб було засновано 1909 року. З 1927 року клуб грав у вищому дивізіоні країни. Найвищим досягненням стало здобуття Кубка Нідерландів в сезоні 1926/27, а також звання віце-чемпіонів Нідерландів у сезоні 1943/44.
1946 року клуб вилетів з вищого дивізіону, а після введення професіоналізму в 1954 році залишився в аматорському футболу з того часу став виступати в регіональних аматорських лігах.

## Досягнення
- Кубок  Нідерландів:
  -  Володар  (1): 1943/44
  -  Фіналіст (1): 1919/20